# Péter Facsi
Péter Facsi, romunski rokometaš, * 21. julij 1905, † ?.
Leta 1936 je na poletnih olimpijskih igrah v Berlinu v sestavi romunske rokometne reprezentance osvojil peto mesto.